# Flachsrösterei Baiersbronn-Mitteltal
Die Flachsrösterei Mitteltal war ein Zweigunternehmen der Kolb & Schüle AG zur Flachsfasergewinnung.

## Geschichte
Die Flachsrösterei in Mitteltal, Gemeinde Baiersbronn, wurde 1922 durch die Kolb & Schüle AG im Ellbachtal erbaut. Grund hierfür waren das kalkarme, weiche Schwarzwaldwasser, die Verfügbarkeit von Wiesenflächen und Arbeitskräften und das Entgegenkommen der Gemeinde beim Erwerb des Grundstückes (17.100 m², davon waren 2.100 m² überbaut) und bei der Beschaffung des Bauholzes.

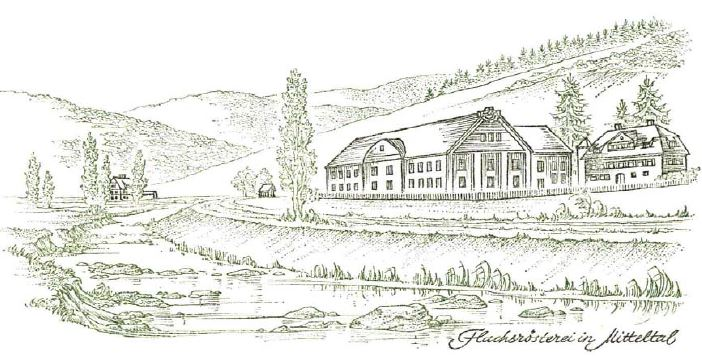
Flachsrösterei Mitteltal

Im Jahre 1923 begann die Flachsrösterei ihren Betrieb. Als Röstverfahren wurde im Herbst die Rasenröste und im Frühjahr die Wasserröste eingesetzt. Die Weiterverarbeitung des Flachstrohs, das Dörren, Brechen, Schwingen und Hecheln erfolgte maschinell im Gebäude an der Ellbachstraße.
Eine mit dem Flachsabfall beheizte Kraftmaschine sorgte für die Antriebskraft der Maschinen.
Die Flachsrösterei produzierte zum Teil im Schichtbetrieb mit 60 bis 90 Mitarbeitern täglich ca. 5000 kg spinnfähige Flachsfasern.
Günstigere Preise für Schwungflachs aus dem Ausland führten dazu, dass die heimische Flachsverarbeitung unwirtschaftlich wurde. Auch in Mitteltal kam es deshalb zur Einstellung des Betriebs, die Gebäude und Anlagen wurden verkauft.
Der frühere Betriebsleiter der Flachsrösterei Richard Mayer richtete im Anschluss eine Spankorbfabrik in den Gebäuden ein.

## Geschäftsleitung der Unternehmung
- 1923–1931 Richard Mayer